# Ебру

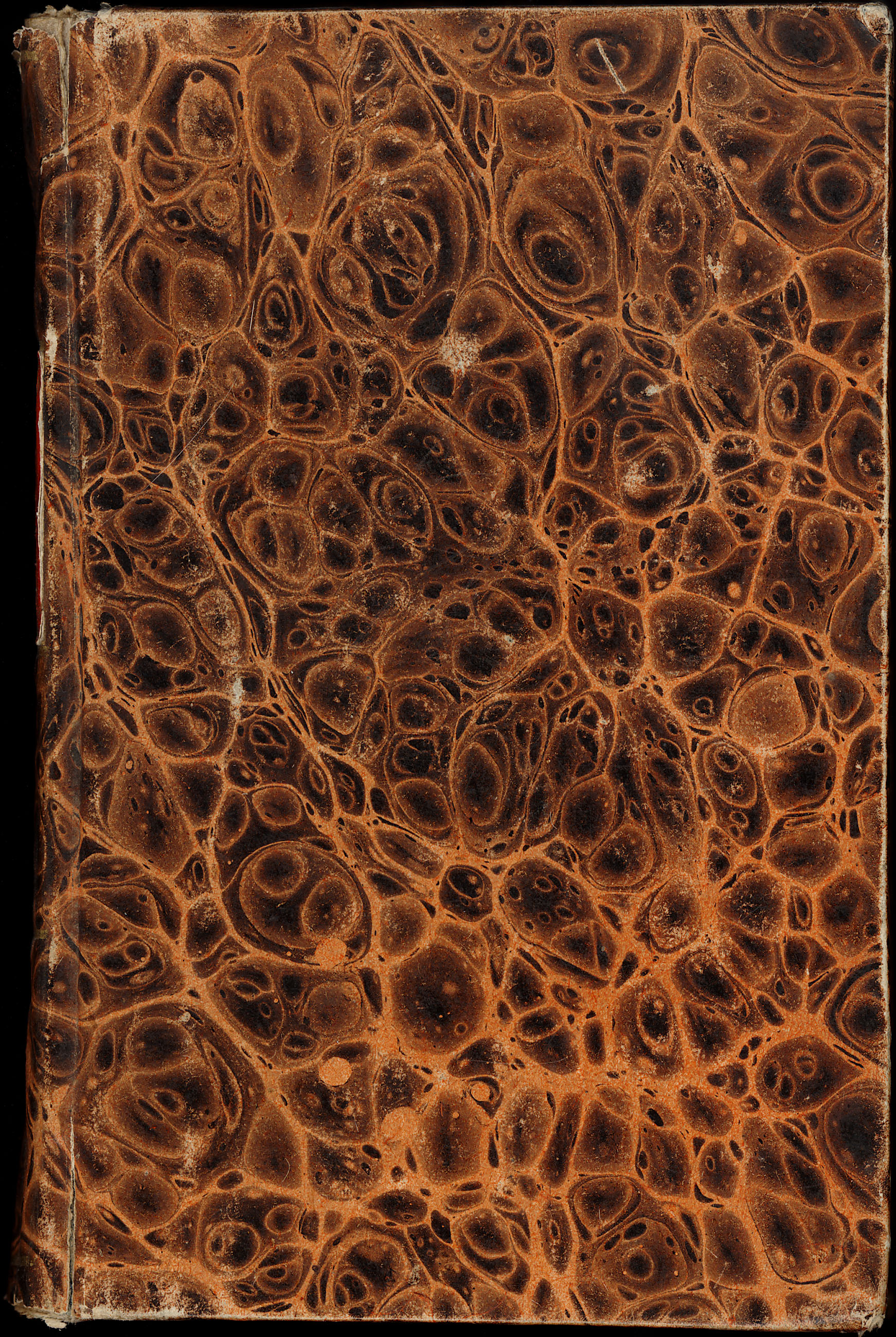
Французька книга з обкладинкою з мармурового паперу. Датовано близько 1825 року.

Мармуро́вий папі́р, ебру — різновид живопису, характерний для країн Сходу, продуктом якого є малюнок, створений на воді (або спеціальному розчині), і згодом обережно перенесений на папір чи іншу поверхню. Впродовж століть цей метод використовувався як основа для створення каліграфії, оздоблення приміщень, прикрашення обкладинок книжок тощо.

## Історія
Вважається, що ебру з'явився в 15 столітті у регіоні Центральної Азії, столицею якої було місто Герат (теперішня територія Афганістану), у період правління ісламської династії Тімурідів. Інші джерела свідчать про те, що це мистецтво з'являється у пізніший період, під час правління династії Шайбанідів у містах Самарканд та Бухара, що на території теперішнього Узбекистану.
Не існує прямих доказів щодо приналежності ебру до більш ранніх мистецтв Китаю та Японії.
Цей метод перенесення малюнку в ісламському світі став відомий як كاغذ ابرى kâghaz-e abrî чи просто ابرى abrî. З фарсі перекладається як «малюнок у хмарах». Однак турецькі науковці притримуються думки, що сама назва abreh ابره має османське походження і означає «кольоровий». На сьогодні це мистецтво є досить відомим як в Ірані, де його називають ابرو باد abrû-bâd (перекл. «хмари та вітер»), так і в Туреччині - ebru.
Мистецтво розвинулося в імперії Сефевідів у Персії, Османській імперії і в Декканському султанаті в Індії. У кожному випадку використовувалися особливі методи приготування основи (розчину), на якому відображався малюнок до його перенесення на папір. Розчин мав рослинне походження.

## У Туреччині
У Туреччині мистецтво, відоме як ebru, є досить популярним і у наші дні. Використання цього терміна датується 19 століттям. Найпершим зразком ебру періоду Османської імперії є копія Hâlnâmah حالنامه , виконана поетом Аріфі, відомим як Гуй-і Чевган. Текст був закінчений у 1540 році. Також одним із перших османських представників цього мистецтва був Тертіб-і Рісале-і Ебрі (ترطيبِ رسالهِ ابری). Іншим відомим живописцем 18 століття був Хатіп Мехмед Ефенді (помер у 1773 р.), котрий започатковує традицію зображення флори, характерну і сучасним турецьким малюнкам-ебру.
Саме османське ебру датується серединою 19 століття і пов'язане з кількома майстрами живопису суфійського ордену Накшбанді, який знаходився в текке Озбеклер в Султантепе, біля Юскюдару. Засновником вважається Садик Ефенді (помер у 1846 році). Він вчився мистецтву у Бухарі і навчив йому своїх синів — Єдему та Саліху. За часів популяризації мистецтва Єдем у приміщенні текке почав виготовляти декоративний папір для забезпечення потреб друкарського виробництва у Стамбулі, що тільки розпочинало своє існування.
Першим учнем Єдема Ефенді був Неджмеддін Окйай (1885—1976). Він був першим викладачем ебру в Академії Образотворчого Мистецтва у Стамбулі. Він поєднував флорові зображення з традиційною каліграфією. Його учнем був Мустафа Дюзгюнман (1920 — 1990), вчитель багатьох відомих майстрів ебру у Туреччині сьогодення. Особливістю його робіт було зображення ромашки, що відображає його флоральне наслідування вчителя.

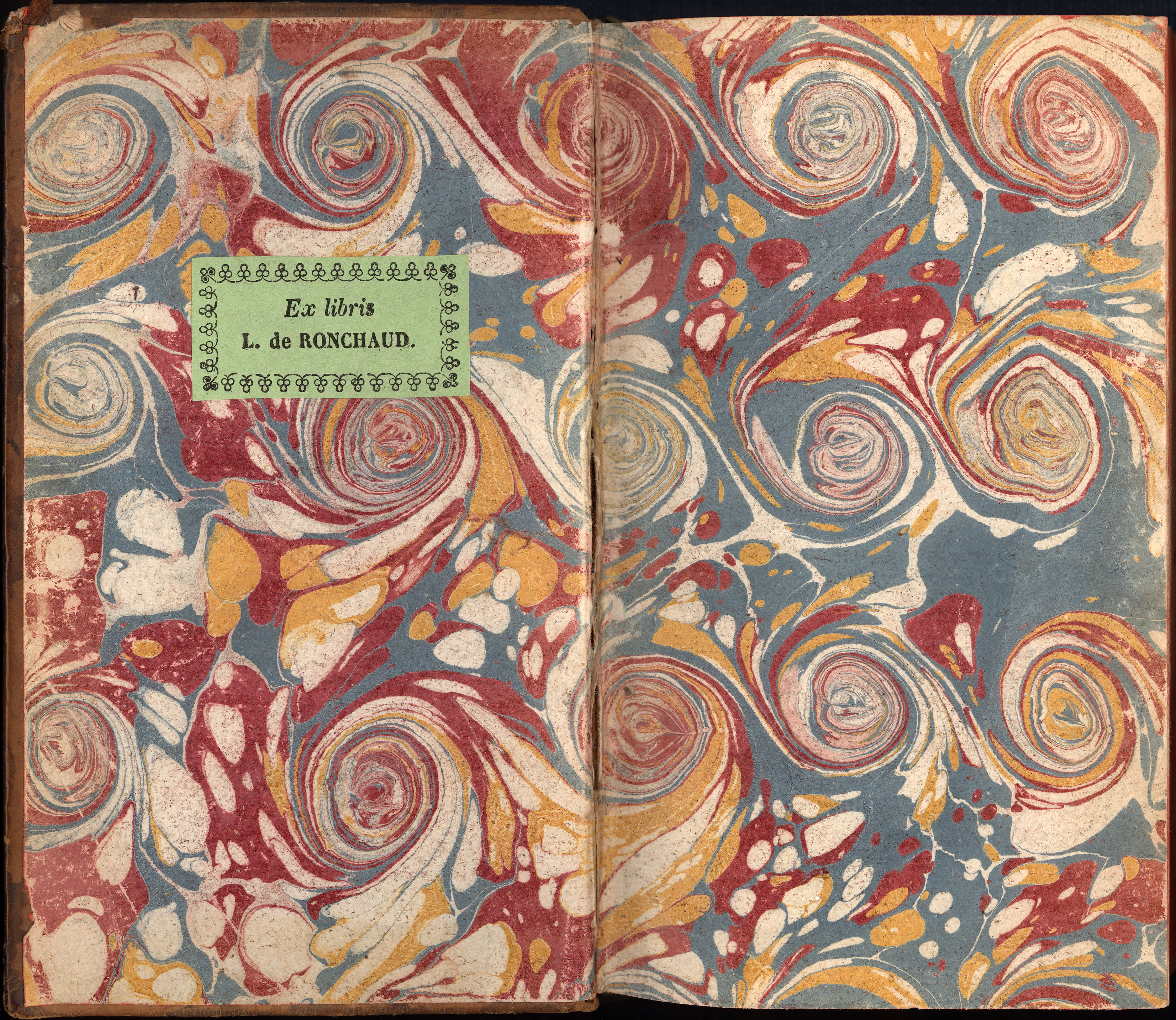
Форзац французької книги, близько 1735 року.
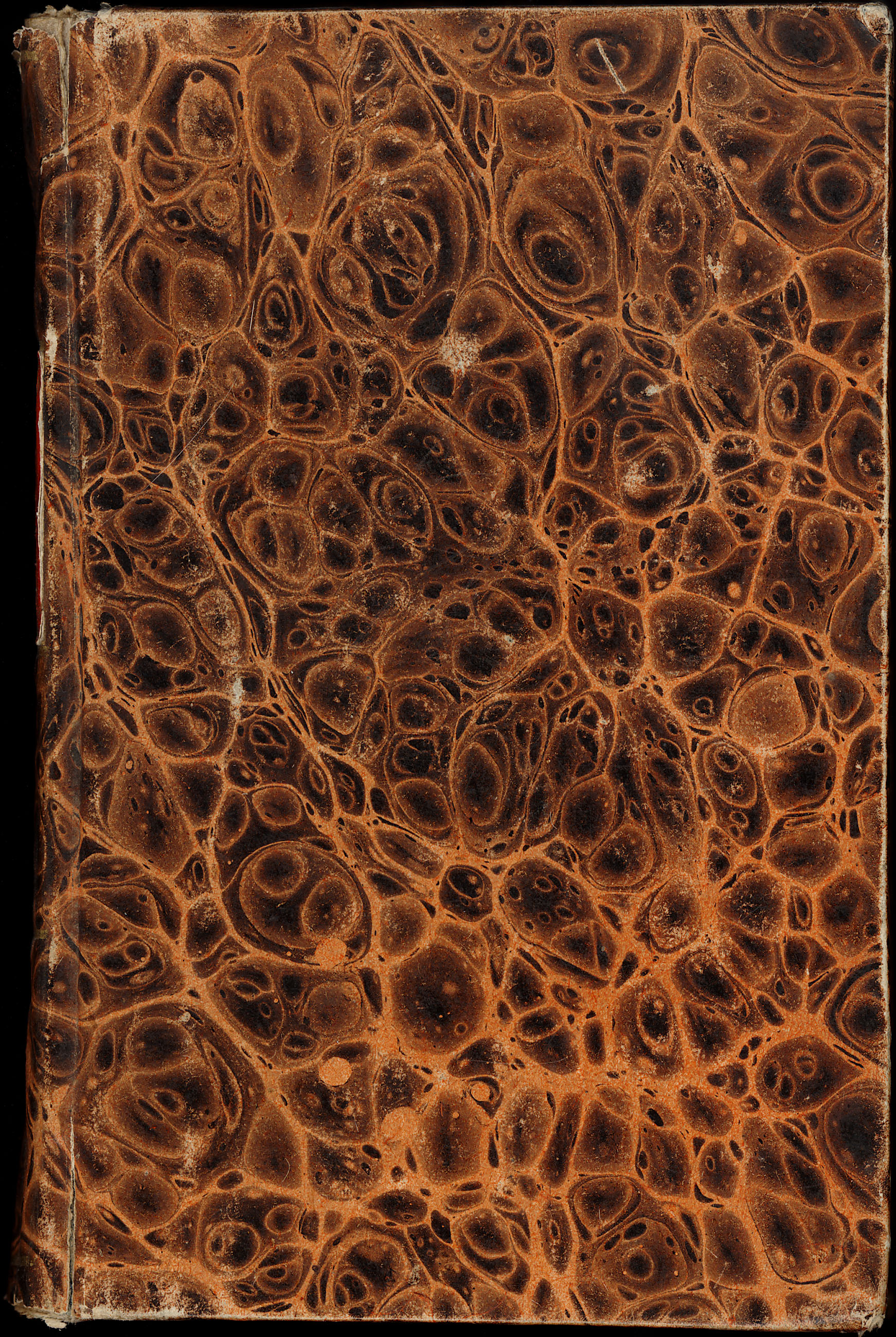
Французька книга з обкладинкою з мармурового паперу. Датовано близько 1825 року.
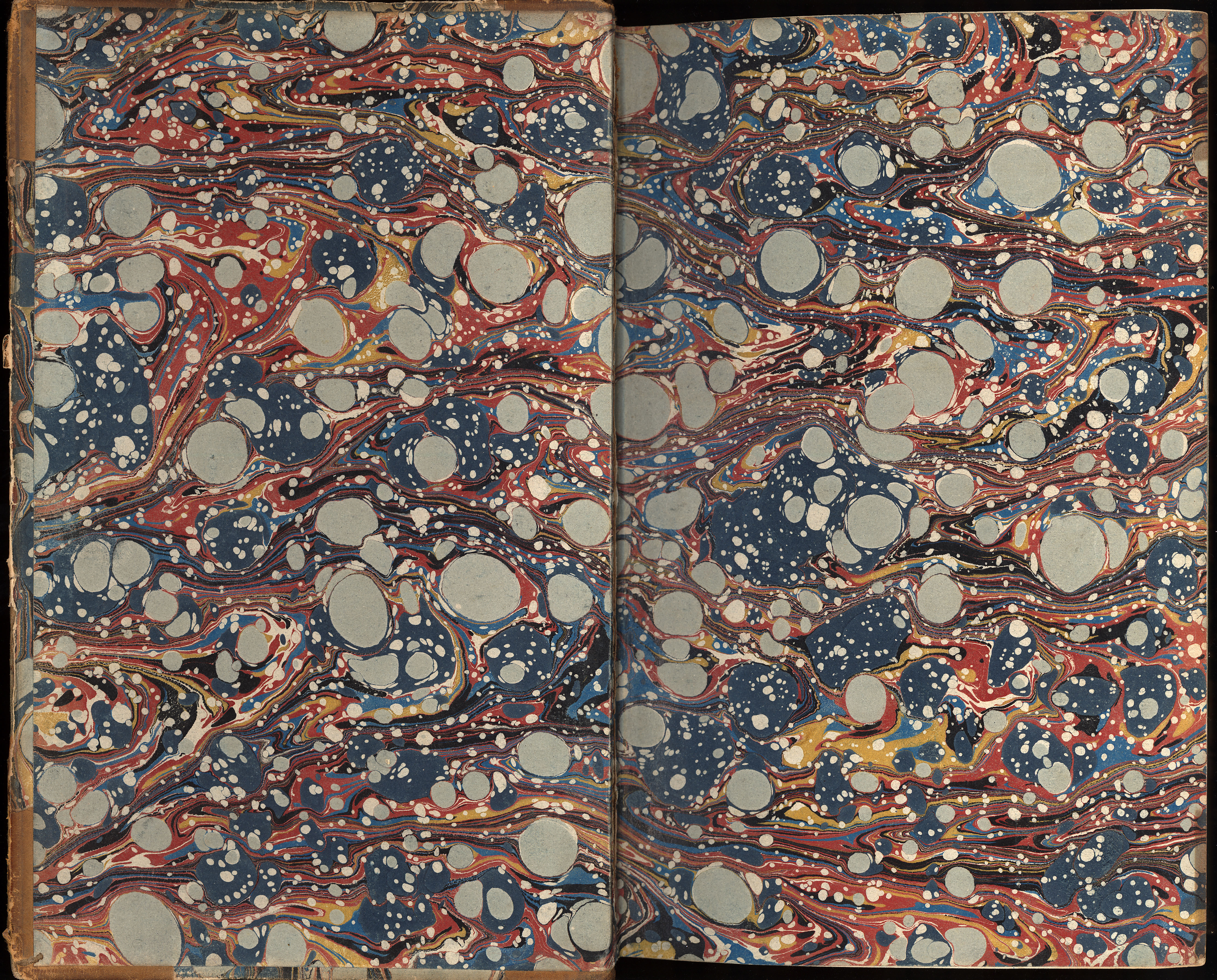
Мармуровий папір з обкладинки англійської книги, близько 1830 року.
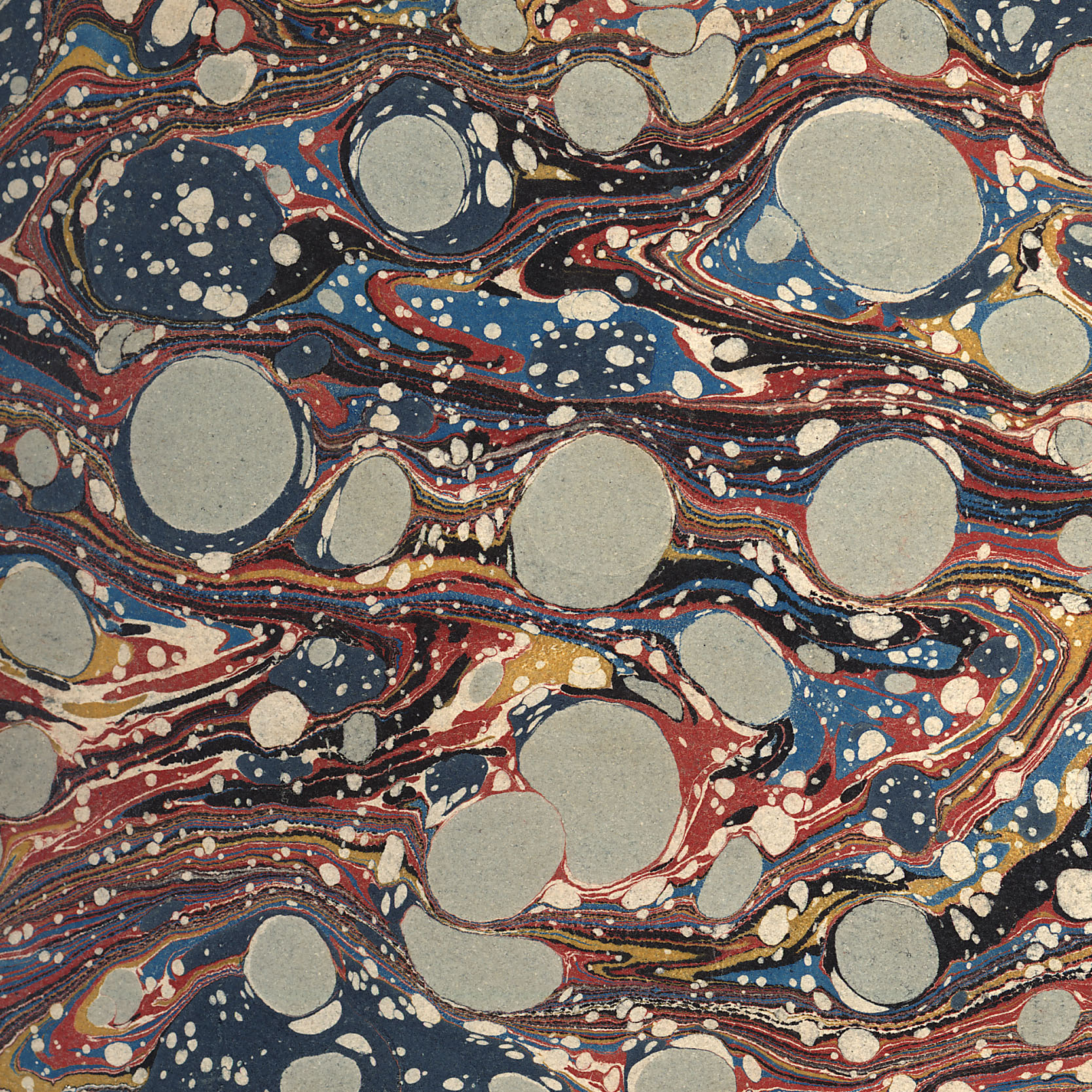
Мармуровий папір з обкладинки англійської книги, близько 1830 року.
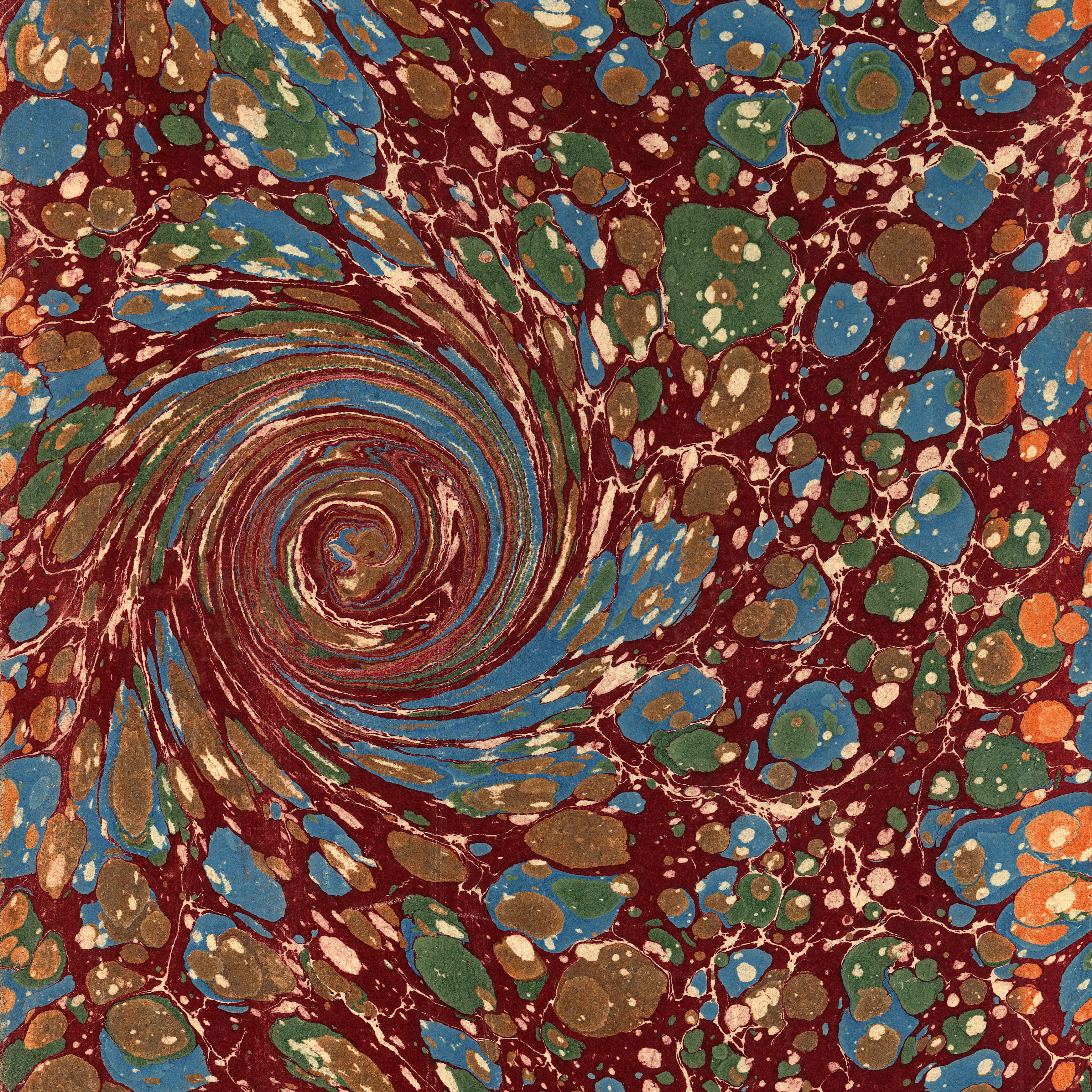
Мармуровий папір з обкладинки англійської книги, близько 1830 року.
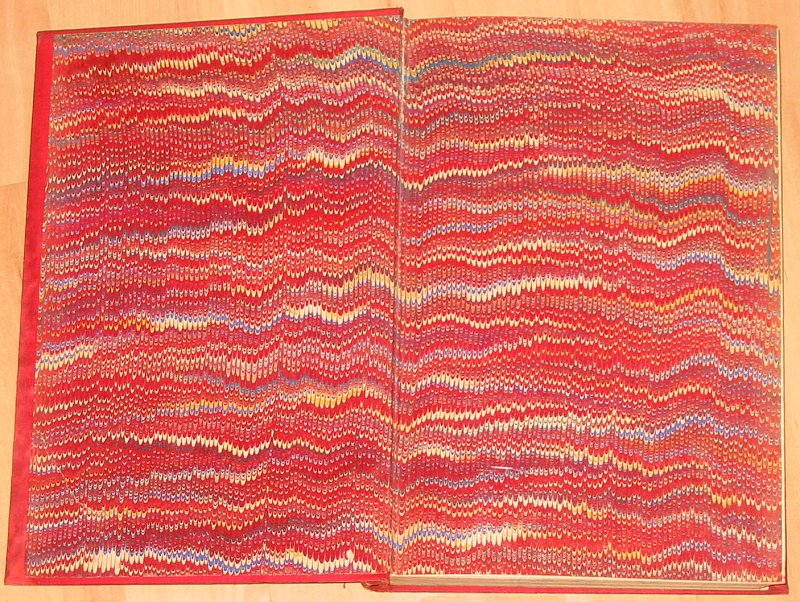
Мармуровий папір з обкладинки німецької книги, близько 1830 року.
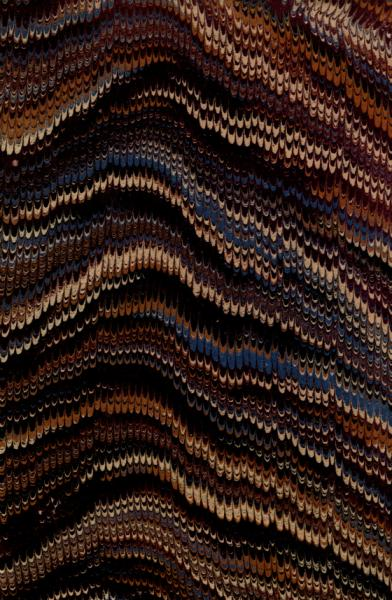
Зразок комбінованого мармурового паперу з першого форзацу обкладинки книжки Джозефа Кундала Партнер з ігор: Приємний компаньйон для вільного часу, видавництво Barclay 1847 рік.
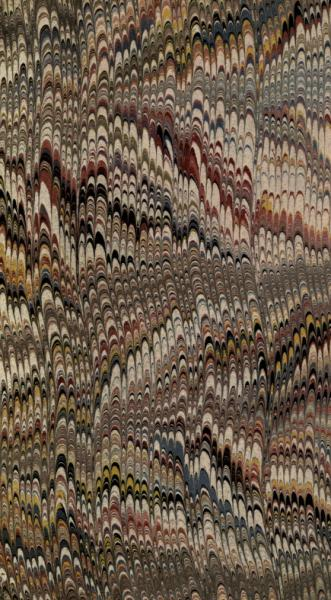
Комбінована мармуровий папір для першого форзацу обкладинки книги Марії Хак Східні фрагменти. Надруковано у Лондоні, 1828 рік.